# ريكتسية
الريكتسية (الاسم العلمي: Rickettsiaceae) هي فصيلة من البكتيريا تتبع رتبة الريكتسيات من طائفة متقلبات ألفا.

## التصنيف
- الريكتسياوية
  - الريكتسيا